# Хомутецька сотня
Хомутецька сотня — адміністративно-територіальна та військова одиниця Миргородського полку (Військо Запорозьке Городове) у другій пол. XVIII ст. Сотенний центр у містечку Хомутець.
Створена 1764 року після ослаблення Миргородського полку у зв'язку з вилученням з його складу Кременчуцької і Власівської сотень до Новоросійської губернії.
Протягом 1767—1775 років перебувала у складі Гадяцького полку.
У 1775 році на її основі відновлено Миргородську 2-гу сотню, яка у свою чергу буде ліквідована у 1782 році разом зі знищенням усього полково-сотенного устрою Лівобережної України. Територія відійде до Миргородського повіту Київського намісництва.
Населені пункти за ревізією 1765-69 рр.: село Бакумівка, село Радолівка, містечко Хомутець, хутір Шарківщина, село Шишаки.